# Northampton Township (comté de Bucks, Pennsylvanie)
Pour les articles homonymes, voir Northampton (homonymie).
Northampton Township est un township, situé dans le comté de Bucks, en Pennsylvanie, aux États-Unis,. En 2010, il comptait une population de 39 726 habitants. Fondé le 14 décembre 1722, le siège du township est situé à Richboro.

## Démographie
Lors du recensement de 2010, le township comptait une population de 39 726 habitants. Elle est estimée, en 2016, à 39 443 habitants.

### Source de la traduction
- (en) Cet article est partiellement ou en totalité issu de l’article de Wikipédia en anglais intitulé « Northampton Township, Bucks County, Pennsylvania » (voir la liste des auteurs).